# Менгишево
Менгишево (болг. Менгишево) — село в Болгарии. Находится в Шуменской области, входит в общину Вырбица. Население составляет 450 человек.

## Политическая ситуация
В местном кметстве Менгишево, в состав которого входит Менгишево, должность кмета (старосты) исполняет Гюнер  Хасанов Ахмедов (Демократы за сильную Болгарию (ДСБ)) по результатам выборов правления кметства.
Кмет (мэр) общины Вырбица — Исмаил Мехмед Мехмед Движение за права и свободы (ДПС)) по результатам выборов в правление общины.